# Crystal Viper
Crystal Viper est un groupe polonais de heavy metal, originaire de Katowice.

## Histoire

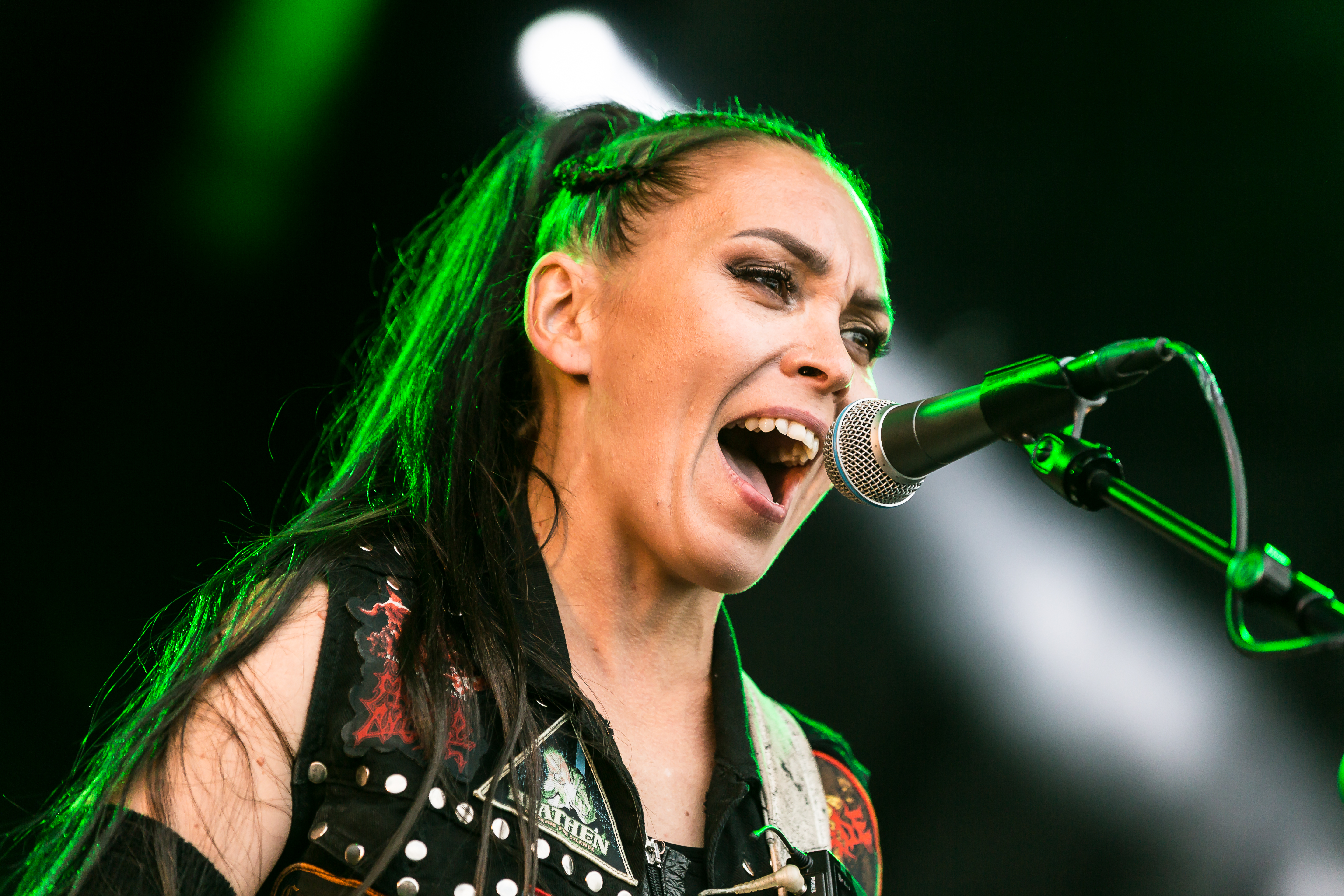
Marta Gabriel, leader du groupe.

Le groupe est formé en 2003 à Katowice par la chanteuse Marta Gabriel. Le premier concert du groupe a lieu au club « Rampa », à Chorzów, en mars 2004 : Marta Gabriel (chant), Janusz Domagała (guitare), Paweł Szkołut (guitare), Marcin Gwoździk (batterie) et Marek Mrzyczek (basse). En 2006, le line-up officiel du groupe est formé par les guitaristes Łukasz « Andy Wave » Halczuch, le bassiste Tomasz « Tommy Roxx » Targosz et le batteur Tomasz « Golem » Danczak. Le 25 février 2007, le premier album du groupe, The Curse of Crystal Viper, sort sur le label allemand Karthago Records. Après l'enregistrement de l'album, Tomasz « Tommy Roxx » Targosz quitte le groupe et est remplacé par Dee Key. Vicky Vick est à son tour remplacée par Piotr « Pete Raven » Brzychcy. Une compilation des enregistrements du groupe intitulée The Last Axeman sort également le même jour. Les guitaristes Piotr Brzychcy et Vicky Vick, ainsi que le bassiste Dee Key, n'ont soutenu le groupe que lors de concerts isolés, sans jamais avoir le statut de membres du groupe.
En 2008, Tomasz « Tom » Woryna. prend la relève en tant que bassiste. Le 1er février de la même année, le deuxième album du groupe, intitulé Metal Nation, sort sur le label Karthago Records. Le guitariste Manni Schmidt (titre 1428), connu du groupe Grave Digger, et les chanteurs Frank Knight (titre Her Crimson Tears) du groupe X-Wild et Lars Ramcke (titre Legions of Truth), du groupe Stormwarrior, participent à l'enregistrement de l'album. L'album est mixé aux Sonic Train Studios à Varberg, en Suède, par le guitariste Andy LaRocque. La pochette est réalisée par Chris Moyen, connu pour son travail avec les groupes Beherit et Blasphemy.
En 2010, la chanteuse Marta Gabriel devient également guitariste. Le groupe signe avec le label allemand AFM Records, qui publie leur premier album live Defenders of the Magic Circle : Live in Germany. L'album présente la performance du groupe enregistrée lors d'un concert au festival Magic Circle à Loreley, en Allemagne. Le troisième album studio du groupe, Legends, sort également le 22 octobre de la même année. Kenny Earl Edwards alias Rhino, connu pour ses performances au sein du groupe Manowar, participe en tant qu'invité aux enregistrements. 

## Discographie
- 2007 : The Curse of the Crystal Viper
- 2008 : The Last Axeman
- 2009 : Metal Nation
- 2009 : Sleeping Swords
- 2010 : Defenders of the Magic Circle: Live in Germany
- 2010 : Legends
- 2012 : Crimen Excepta
- 2013 : Possession
- 2017 : Queen of the Witches
- 2021 : The Cult
- 2024 : The Silver Key